# Port de Plaisance La Rochelle

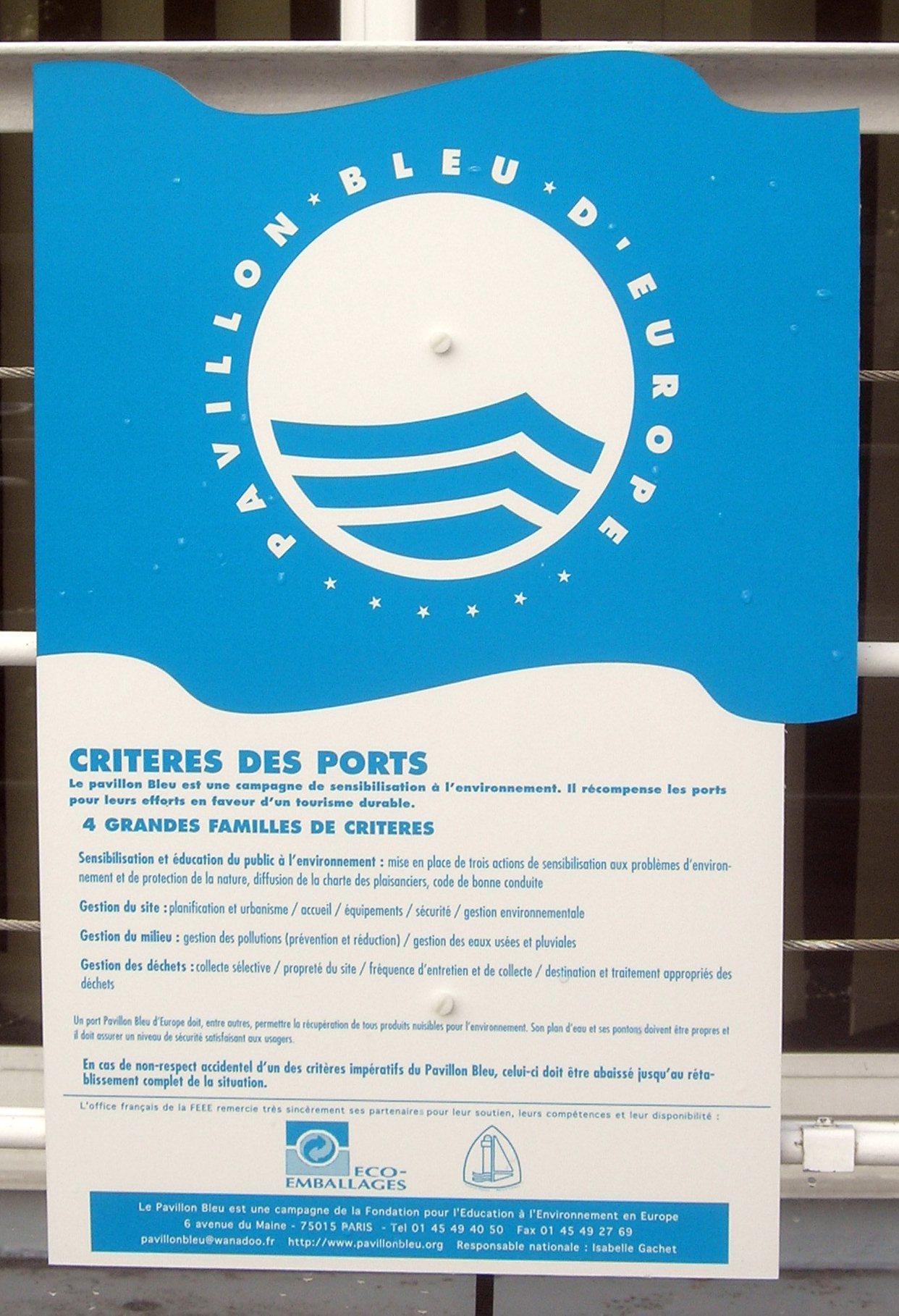
Pavillon Blau an der Capitainerie des Hafens von La Rochelle

Der Port de Plaisance La Rochelle, deutsch Yachthafen La Rochelle ist mit knapp 4.000 Liegeplätzen der größte auf die Freizeitschifffahrt ausgerichtete Seehafen Europas. Er liegt in der gleichnamigen Hauptstadt des Départements Charente-Maritime (Region Nouvelle-Aquitaine) an der Atlantikküste. Er ist mit dem Pavillon Bleu d’Europe ausgezeichnet. 
Der Hafen wird von der Régie municipale du port de plaisance de La Rochelle verwaltet, einem städtischen Établissement public, das die jährlich stattfindende, Grand Pavois genannte Fachmesse für Wasser- und Segelsport, sowie etwa 120 Wassersportveranstaltungen ausrichtet. 
Im Aufbau befindet sich ein Umweltmanagementsystem, dessen Ziel die Erlangung eines Umweltzertifikates ist (siehe Umweltmanagementnorm ISO 14001).  

## Infrastrukturen
Die Anlagen erstrecken sich über drei Standorte: 
- den historischen Hafen Vieux-Port de La Rochelle, der über drei Becken mit insgesamt 320 Liegeplätzen verfügt
- den neuen Hafen Port-Neuf de La Rochelle mit 65 Ankerplätzen und einer dreistöckigen Bootshalle (45 Plätze)
- den Port des Minimes mit 3.600 Liegeplätzen, Werft und Parkplatzareal.

Besondere Aufmerksamkeit wird dem Prinzip der Barrierefreiheit zugewendet. Der Yachthafen ist Partner des Projektes Défi Découverte Voile der Behindertenorganisation Association des paralysés de France. Ziel dieses Projektes ist es, Behinderten die Entdeckung des Segelsportes zu ermöglichen. Neben reservierten Parkplätzen und behindertengerechten Zugängen zu den Hafeneinrichtungen steht u. a. eine spezifische Hebevorrichtung zur Verfügung, um behinderte Personen an Bord zu hieven.    
Siehe auch: Liste von Yachthäfen in Frankreich